# Laetia thamnia
Laetia thamnia L. – gatunek roślin z rodziny wierzbowatych (Salicaceae Mirb.). Występuje naturalnie na obszarze od Meksyku aż po Kolumbię oraz na Antylach. 

## Rozmieszczenie geograficzne
Rośnie naturalnie w Meksyku, Gwatemali, Belize, Hondurasie, Nikaragui, Kostaryce, Panamie, Kolumbii oraz na Jamajce i Martynice, a także na wyspach Mayreau i Union Island należących do państwa Saint Vincent i Grenadyny. W Meksyku został zaobserwowany w stanach Tabasco, Oaxaca, Chiapas, Campeche, Jukatan oraz Quintana Roo. W Kostaryce rośnie w prowincjach Alajuela, Guanacaste, Limón oraz Puntarenas. 

## Morfologia
PokrójZimozielone drzewo dorastające do 12–30 m wysokości.
LiścieSą naprzemianległe, pojedyncze. Mają kształt od eliptycznego do prawie lancetowatego. Mierzą 8,5–15 cm długości i 2–2,5 cm szerokości. Nasada liścia jest ostrokątna. Liść na brzegu jest karbowany. Wierzchołek jest ostry lub ogoniasty. Ogonek liściowy jest nagi i dorasta do 13 cm długości.
KwiatySą zebrane po 3–7 w wierzchotkach. Rozwijają się w kątach pędów. Mają białą barwę. Działki kielicha są podłużne i mierzą do 8–9 mm długości.
OwoceKuliste torebki osiągające 35 mm długości.

## Biologia i ekologia
Rośnie w lasach na terenach nizinnych. Kwitnie od kwietnia do maja, natomiast owoce pojawiają się od maja do października. W Kostaryce rośnie na wysokości do 1100 m n.p.m.

## Zastosowanie
Diterpeny wyizolowane z liści tej rośliny hamują wzrost ludzkich komórek nowotworowych in vitro. Ponadto ma zastosowanie jako surowiec drzewny oraz ma znaczenie rytualne.